# Zemský okres Freyung-Grafenau
Zemský okres Freyung-Grafenau (německy Landkreis Freyung-Grafenau) je okres v německé spolkové zemi Bavorsko, ve vládním obvodě Dolní Bavorsko. Okresním městem je Freyung.

## Geografie
Geograficky se území kraje nachází v Bavorském lese. Okres má asi 60% podíl lesa. Nejvyšší vrchol v okrese je Roklan (1453 m), druhá nejvyšší hora celého Bavorského lesa a Šumavy.
Na severu okres sousedí s Českou republikou a na východě s Rakouskem. Sousedními bavorskými okresy jsou: zemský okres Pasov na jihu, zemský okres Deggendorf na západě a zemský okres Regen na severozápadě.

## Města a obce
| Města                                 | Obce | |
| ------------------------------------- | --- | --- |
| 1. Freyung 2. Grafenau 3. Waldkirchen | 1. Eppenschlag 2. Fürsteneck 3. Grainet 4. Haidmühle 5. Hinterschmiding 6. Hohenau 7. Innernzell 8. Jandelsbrunn 9. Mauth 10. Neureichenau 11. Neuschönau | 1. Perlesreut 2. Philippsreut 3. Ringelai 4. Röhrnbach 5. Saldenburg 6. Sankt Oswald-Riedlhütte 7. Schöfweg 8. Schönberg 9. Spiegelau 10. Thurmansbang 11. Zenting |